# Langaros
Langaros (en grec ancien Λάγγαρος / Langaros) est un roi des Agrianes, une tribu de Péonie, mort vers 335 av. J.-C. Il se rallie à Philippe II et apporte son soutien à Alexandre le Grand dans sa campagne contre les Illyriens.

## Biographie
Langaros se rallie à Philippe vers 352 av. J.-C. Il vient personnellement en ambassade à Pella et rencontre Alexandre en l'absence de son père, en 340 ou vers 338-337. Il offre ensuite son aide à Alexandre pendant la campagne contre les tribus illyriennes (Dardaniens, Taulantiens et Autariates) dirigées par Clitos. Il propose à Alexandre de protéger sa marche vers Pélion. Langaros lance plusieurs incursions dans la région des Autariates, qu'il moque comme étant une tribu peu belliqueuse, permettant à Alexandre de poursuivre sa marche sans être inquiété. Alexandre le récompense en lui proposant d'épouser sa demi-sœur Cynané, veuve d'Amyntas IV ; mais il meurt de maladie peu de temps après son retour au pays.
Le ralliement des Agrianes apporte à Alexandre un contingent de tirailleurs d'élite qui le suivent tout au long de ses campagnes.

## Sources antiques
- Arrien, Anabase [lire en ligne], I, 5, 1-5.